# Tzom Gedaliah
Tzom Guedaliah, ou G'daliyah (צוֹם גְּדַלְיָה‎) ou Jejum de Guedália em português; trata-se de uma data lembrada pelos judeus, no dia seguinte a Rosh HaShanáh. no terceiro dia do mês de Tishrei. A Tanakh (a Bíblia hebraica) não cita a data do assassinato de Guedália, apenas o mês (em Jeremias 41:1–2),  o dia exato é referido no Talmude da Babilónia, Talmud Bavli (תלמוד בבלי), no Tratado de Rosh HaShanáh 18b.
Guedália foi Governador da Judéia, tendo sido nomeado pelo Rei Nabucodonosor II, aproximadamente no ano 586 AEC (Antes da Era Comum). No dia 3 de Tishrei, Guedália foi assassinado, após este acontecimento, Nabucodonosor II iniciou um período de terror contra a população remanescente da Judeia. Desde essa data, Tzom G'daliah tem sido considerado um dos memoriais celebrados no calendário judaico como festas menores.
O jejum de Guedália é uma das quatro celebrações em forma de memorial, nas quais se jejua pela destruição do Templo de Salomão; a principal é Tisha B'Av, as outras duas celebrações lembram o cerco de Jerusalém a 10 de Tevet e o rompimento da muralha de Jerusalém a 17 de Tammuz. O jejum de Guedália provavelmente foi instituído pelos judeus que ficaram na região, no ano seguinte à destruição do templo.
Estes jejuns foram descontinuados após o retorno do exílio, mas retornaram após a destruição do segundo templo. A lógica, segundo o Talmude, jejuar pela morte de Guedália é equivalente a ensinar que a morte de pessoas justas é tão pesarosa quanto a destruição do I Templo o Beit Hamikdash (בית המקדש) a casa de Deus.
A partir do século XIX, todas estas festas menores se tornaram obrigatórias. Segundo o costume, quando o jejum de Guedália ocorre em um shabat, ele deve ser adiado para o dia seguinte, domingo.